# Reliquiari de Kanishka
El reliquiari de Kanishka, també anomenat cofre de Kanishka, és un reliquiari budista de coure daurat actualment conservat al Museu de Peshawar, al Pakistan. Tanmateix, una còpia del segle XX es conserva al Museu Britànic de Londres (Reg. No. 1880.270). Durant molt de temps es va pensar que, segons les inscripcions escrites en kharoshthi que trobem al llarg de la cara perimetral, aquest fou confeccionat l’any 127 d.C., és a dir, durant el primer any del mandat de l’emperador kuixan Kanishka (ca. 127-150 d.C.), però els estudis més recents han desestimat taxativament aquesta idea. No obstant no hi hagi cap data escrita, aquesta ens indica que fou realitzada durant el regnat de Kanishka, però no assenyala una data concreta. Curiosament, hi figura també el nom de l'artista, un tal Agesilos. L’indret on aquest es confeccionà es desconeix completament; això no obstant, tenint en compte que aquest reliquiari es va trobar entre els anys 1908 i 1909 als afores de Peshawar —antiga capital de l'imperi—, és probable que es dugués a terme en algun taller vinculat a la capital i no encomanat a un de la perifèria. A més, el fet d’estar dedicat a l’emperador Kanishka ho fa més convincent, així com la gran qualitat del conjunt.

## Història
El reliquiari, entre altres peces, fou descoberta entre els anys 1908-1909 a Shah-ji-Dheri, als afores de Peshawar, on hi havia un sangharama, és a dir, un lloc de culte (monestir) amb jardins on una comunitat religiosa vivia. Aquest sanghrama fou construït a instàncies de l'emperador Kanishka I un cop va traslladar la capital de l'imperi a Peshawar. El reliquiari es trobà just a sota del que sembla ser una cambra de dipòsit o cavitat sota l'estupa del monestir.
Tot i la seva aparent autenticitat, han aparegut dubtes sobre la seva presumible falsedat. David Brainard Spooner, l'arqueòleg encarregat de l'excavació, no va oferir una memòria especialment detallada del lloc i el mètode en què es va excavar sota l'estupa. Segons sembla, aquest va trobar una cavitat sota l'estupa, lleugerament descentrada amb l'eix vertical, una posició anormal. A més, en tractar-se d'una memòria bastant sumaria i falta d'informació es desconeix si van provar d'excavar a major profunditat, descobrint així una segona cambra.
Pel que sembla, no obstant els dubtes sobre l'originalitat de la peça, s'ha acabat per acceptar com a autèntica.

## Context
Kanishka fou un rei de l'imepri Kushan, situat a l'Àsia Central, format pels Yuezhi, als territoris bactrians a principis del segle I. El territori s'estenia des de Bactriana fins al nord de l'Índia al segle II. La capital de l'Imperi estava a l'actual Peshawar; una altra ciutat important estava a Kapisa, a prop de l'actual Kabul. Kanishka fou conegut principalment per les seves gestes militars (conquestes), el domini de la politica i per la fundació de diversos monestirs.
En quant al desenvolupament i propagació del Budisme Kanishka va tenir una importancia capital. Particpà al Cuart Gran Concili Budista, celebrat al Caixmir. Aquest concili se'l considera com el moment en què neix el budisme mahayana. Això no obstant, Kanishka fou una persona la qual les seves creences eren variades. El sincretisme religiós que professava es materialitza en la varietat iconogràfica de les monedes encunyades durant el seu mandat; aquestes presenten divinitats indies, gregues, iranís, sumeries i elamites.
Pel que se sap, Kanishka mai es va convertir al budisme, però si va fomentar i va prendre algunes de les seves creences, aixií com donar-li patrocini reial, com bé veiem en la fundació dels monestirs.

## Descripció i ànalisi
El reliquiari presenta una estructura formal simple, circular i cilíndrica, com una píxide. Tota la seva cara perimetral —el tambor— està decorada amb baixos i migs relleus; la coberta, en canvi, ho està amb figures en ronde bosse, és a dir, exemptes. A la coberta trobem una escultura central de Buda franquejat per dos Bodhisattves (Brahma and Indra) amb les mans juntes en senyal d'oració dempeus sobre un lotus respectivament. Ambdós Bodhisattves segueixen el mateix patró, però alguns atributs varien: per exemple, la figura a mà esquerra de Buda porta el que sembla ser una corona, mentre que el seu respectiu porta un barret circular i pla en la seva part superior. De la mateixa manera, un se l'ha representat amb orelles, a l'altre no.
El tambor del reliquiari està decorat amb 16 figures. Entre aquestes trobem un fris continu de 7 amorets, els quals sostenen entre mans una garlanda. A la cara frontal del tambor veiem representat al rei Kanishka envoltat per la representació antropomorfa del Sol i la Lluna o els seus adoradors divins (Miïro i Mao), símbols del poder intemporal del rei. Tanmateix, trobem representat el hamsa (o khamsa).
Benjamin Rowland reclama que —encara que s'hagi considerat la present obra com un exemple d'una qualitat i uns acabats senzills i mancats de disciplina dins de la tradició escultórica de Gandhara, d'un traç poc eveolucionat i una cadencia decorativa repetitiva— es tracta d'una obra que s'ha de tenir en consideració i gran estima, sent un exemple d'escultura de petites dimensions paralel als degradats testimonis escultòrics de Mathura.
L'art de Mathura també agafa elements de la cultura hel·lenística i grecoromana, encara que se'ns mostra més genuí, més indígena. L'origen d'aquesta escola no es va produir abans de l'aparició de l'imperi del Kushan. Tanmateix, és en aquestes dos escoles que trobem l'exaltació del poder reial, com veiem en el present reliquiari, o en les monedes de Vima Kadphises.
Els relleus recorden a formes grecoromanes, només que sense una elocuent precisió descriptiva. Les formes, malgrat que es trobin perfectament entrellaçades entre sí i unides per un sentiment de profunda religiositat, podríem dir que están regides per un estil transicional, hereu de la tradició clàssica mediterrània. En aquell moment un gran nombre d'artistes occidentals s'infiltren als principals centres orientals, especialment a Gandhara, on ambdós tradicions es veuràn unides; per tant, l'escultura de Gandhara està construïda sobre principis clàssics. Això no obstant, l'escultura de Gandhara sap mantenir-se fidel a la seva tradició i principis.

## Galeria d'imatges

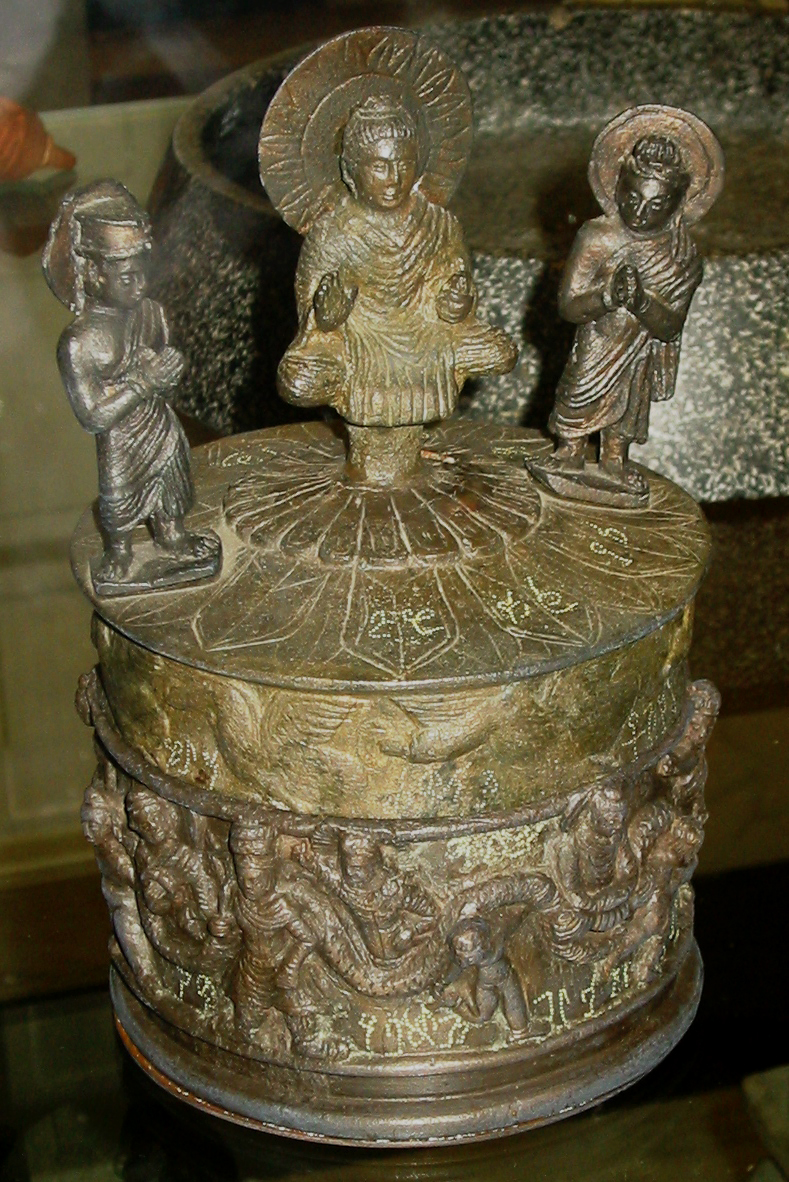
Vista de conjunt del reliquiari
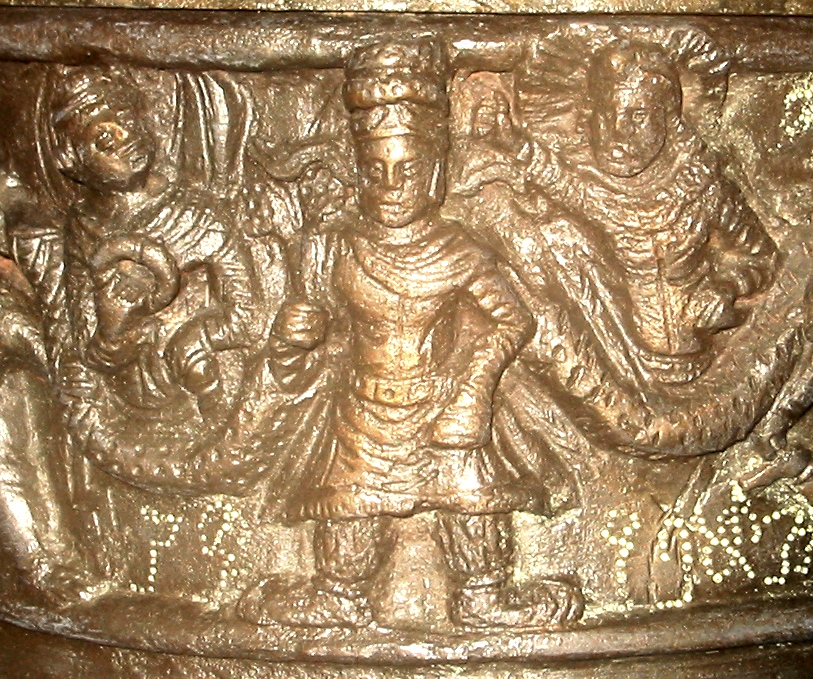
Detall del rei Kanishka
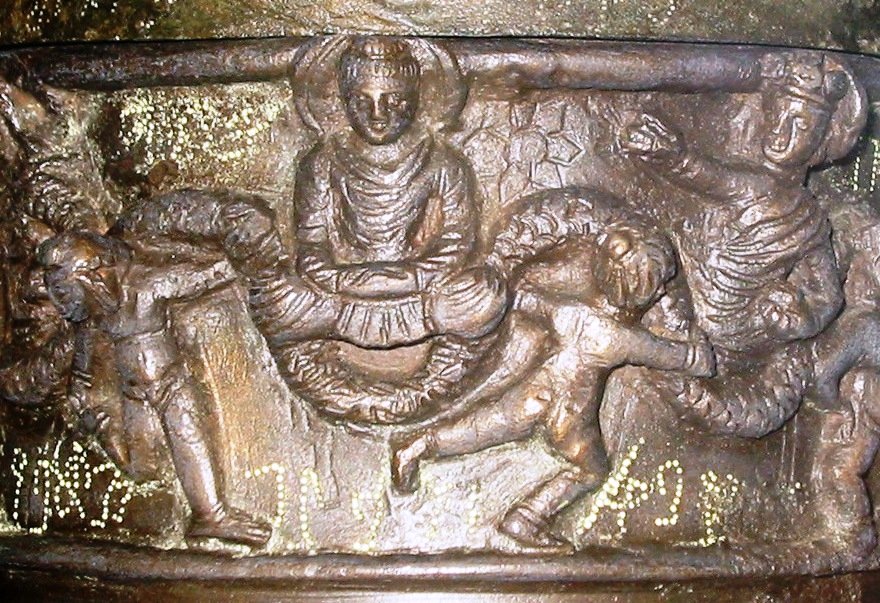
Detall del Budha del reliquiari
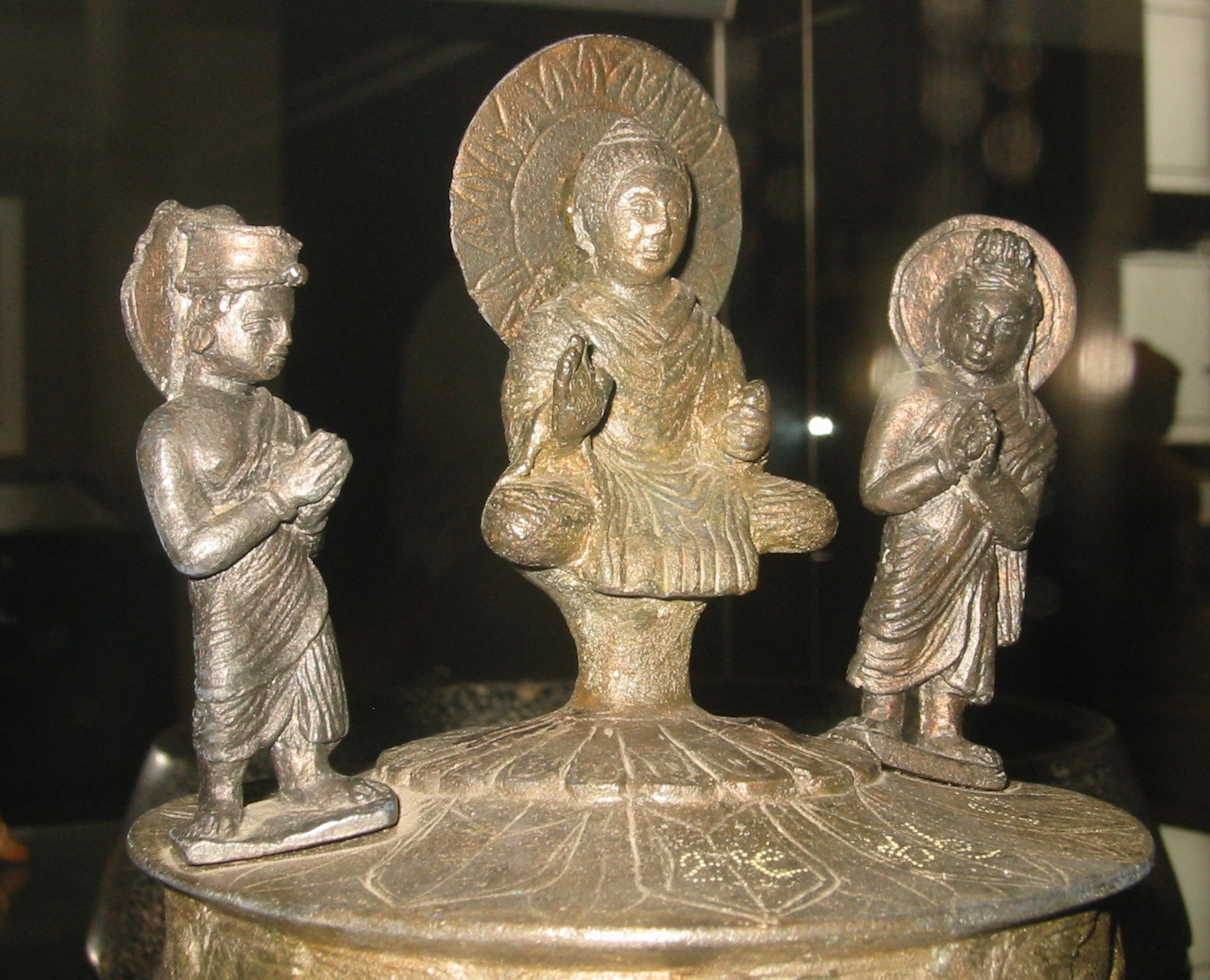
Detall de les figures de la tapa
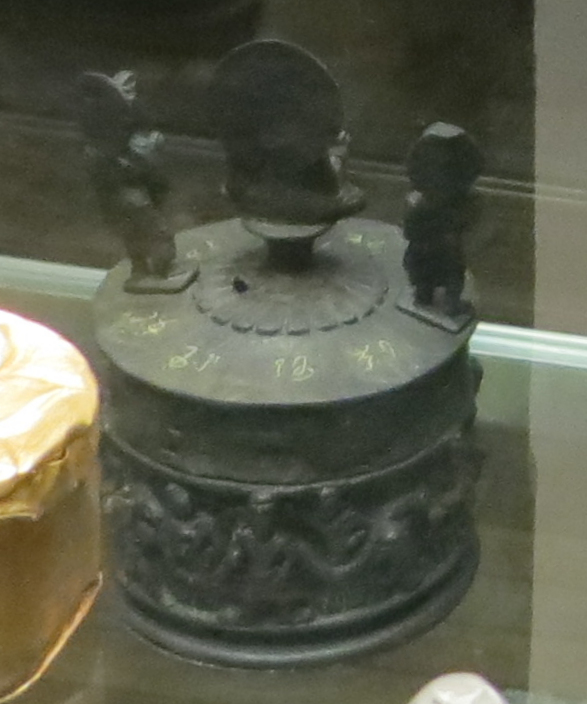
Vista superior del reliquiari, on s'aprecien les inscripcions de la tapa